# Lijst van rijksmonumenten in Kolhorn
De plaats Kolhorn telt 22 inschrijvingen in het rijksmonumentenregister. Hieronder een overzicht.
| Object | Oorspronkelijke functie? | Bouwjaar               | Architect | Locatie               | Coördinaten?                  | Nr.? | Afbeelding |
| --- | ------------------------ | ---------------------- | --------- | --------------------- | ----------------------------- | ---- | --- |
| Pand met zadeldak. Gepleisterde voorgevel, waarboven houten geveltopbeschieting met gesneden windveren- zoldervenster met roedenverdeling | Woonhuis                 | 18e eeuw               |           | Keern 1               | 52° 47' 37" NB, 4° 53' 37" OL | 8677 | Meer afbeeldingen |
| Pand onder zadeldak. Geverfde gevel met zesruits vensters waarboven een houten geveltopbeschieting met gesneden windveren | Woonhuis                 | ca. 1800               |           | Nieuwe Streek 8       | 52° 47' 38" NB, 4° 53' 34" OL | 8678 | Meer afbeeldingen |
| Laurenskerk | Kerk en kerkonderdeel    | wellicht 15e eeuw      |           | Nieuwe Streek 16      | 52° 47' 38" NB, 4° 53' 31" OL | 8679 | Meer afbeeldingen |
| Toren van de Laurenskerk | Kerk en kerkonderdeel    | 19e eeuw               |           | Nieuwe Streek bij 16  | 52° 47' 38" NB, 4° 53' 31" OL | 8680 | Toren van de Laurenskerk |
| Woning aan de vaart onder zadeldak tegen topgevel met houten voorschot | Woonhuis                 |                        |           | Nieuwe Streek 20      | 52° 47' 37" NB, 4° 53' 33" OL | 8681 | Meer afbeeldingen |
| Woning aan de vaart onder zadeldak tegen topgevel met houten voorschot | Woonhuis                 |                        |           | Nieuwe Streek 22      | 52° 47' 37" NB, 4° 53' 33" OL | 8682 | Meer afbeeldingen |
| Eenvoudig pand onder dwars schilddak. Gepleisterde gevel met gesneden gootlijst; dakkapel | Boerderij                | laatste helft 19e eeuw |           | Nieuwe Streek 24      | 52° 47' 36" NB, 4° 53' 32" OL | 8683 | Meer afbeeldingen |
| Pand onder zadeldak, aan de voorzijde eindigend tegen een houten geveltopbeschieting; dwarse aanbouw eveneens gedekt door een zadeldak | Woonhuis                 | eerste helft 19e eeuw  |           | Nieuwe Streek 28      | 52° 47' 36" NB, 4° 53' 32" OL | 8684 | Meer afbeeldingen |
| Pand onder dwars schilddak. Gepleisterde gevel; dakkapel | Woonhuis                 | laatste helft 19e eeuw |           | Nieuwe Streek 32      | 52° 47' 35" NB, 4° 53' 31" OL | 8685 | Meer afbeeldingen |
| Pand onder zadeldak. Gepleisterde voorgevel waarboven een houten geveltopbeschieting. Aanbouw links | Woonhuis                 |                        |           | Nieuwe Streek 36      | 52° 47' 35" NB, 4° 53' 30" OL | 8686 | Pand onder zadeldak. Gepleisterde voorgevel waarboven een houten geveltopbeschieting. Aanbouw links |
| Pand onder zadeldak. Houten geveltopbeschieting | Woonhuis                 | laatste helft 19e eeuw |           | Nieuwe Streek 56      | 52° 47' 33" NB, 4° 53' 28" OL | 8687 | Pand onder zadeldak. Houten geveltopbeschieting |
| Fraai pand onder zadeldak. Houten geveltopbeschietingen, aan de voorzijde met gesneden windveren. Rechts een aanbouw, eveneens onder zadeldak met houten geveltopbeschieting, waarachter een hoogoprijzende, tas met houten wanden en pannen gedekt schilddak | Woonhuis                 | 17e/18e eeuw           |           | Nieuwe Streek 58      | 52° 47' 32" NB, 4° 53' 28" OL | 8688 | Fraai pand onder zadeldak. Houten geveltopbeschietingen, aan de voorzijde met gesneden windveren. Rechts een aanbouw, eveneens onder zadeldak met houten geveltopbeschieting, waarachter een hoogoprijzende, tas met houten wanden en pannen gedekt schilddak |
| Café. Pand met geverfde gevel, gedekt door dwarse zadeldaken; het middelste gedeelte voorzien van een verdieping | Horeca                   | 19e eeuw               |           | Nieuwe Streek 62      | 52° 47' 32" NB, 4° 53' 26" OL | 8689 | Café. Pand met geverfde gevel, gedekt door dwarse zadeldaken; het middelste gedeelte voorzien van een verdieping |
| Pand onder zadeldak. Gepleisterde gevel waarboven houten geveltop | Woonhuis                 |                        |           | Oude Streek 30        | 52° 47' 39" NB, 4° 53' 28" OL | 8690 | Pand onder zadeldak. Gepleisterde gevel waarboven houten geveltop |
| Pand met gepleisterde muren; zadeldak met nok evenwijdig aan de rooilijn. Houten zijgeveltopbeschietingen | Woonhuis                 |                        |           | Oude Streek 42        | 52° 47' 39" NB, 4° 53' 32" OL | 8691 | Pand met gepleisterde muren; zadeldak met nok evenwijdig aan de rooilijn. Houten zijgeveltopbeschietingen |
| Pand onder pannen schilddak. Gepleisterde voorgevel | Werk-woonhuis            | 19e eeuw               |           | Oude Streek 44        | 52° 47' 39" NB, 4° 53' 32" OL | 8692 | Meer afbeeldingen |
| Pand onder zadeldak; houten geveltopbeschietingen, aan de voorzijde met gesneden windveren. Gepleisterde gevel | Woonhuis                 | 18e-19e eeuw           |           | Oude Streek 46        | 52° 47' 39" NB, 4° 53' 33" OL | 8693 | Meer afbeeldingen |
| Pand onder zadeldak; houten geveltopbeschietingen, aan de voorzijde met gesneden windveren. Gepleisterde gevel | Woonhuis                 | 18e-19e eeuw           |           | Oude Streek 48        | 52° 47' 39" NB, 4° 53' 34" OL | 8694 | Meer afbeeldingen |
| De Roode Leeuw, breed pand onder schilddak, waarop boven de ingang in het midden, een drie vensters brede houten dakkapel met fors fronton bekroond, is uitgebouwd. In de gevel vier zesruitsvensters. Boven de ingang gevelbord                              | Horeca                   |                        |           | Westfriesedijk 72     | 52° 47' 38" NB, 4° 53' 37" OL | 8695 | Meer afbeeldingen |
| Pand onder zadeldak tegen topgevel met houten voorschot: in de top houten makelaar | Woonhuis                 |                        |           | Westfriesedijk 72A    | 52° 47' 37" NB, 4° 53' 38" OL | 8696 | Pand onder zadeldak tegen topgevel met houten voorschot: in de top houten makelaar |
| Twee houten turfschuren | Opslag                   |                        |           | Westfriesedijk bij 66 | 52° 47' 40" NB, 4° 53' 32" OL | 8697 | Twee houten turfschuren |
| Drie houten turfschuren | Opslag                   |                        |           | Westfriesedijk bij 66 | 52° 47' 34" NB, 4° 53' 37" OL | 8698 | Meer afbeeldingen |